# Episodi di Brooklyn Nine-Nine (seconda stagione)
La seconda stagione della serie televisiva Brooklyn Nine-Nine è stata trasmessa in prima visione negli Stati Uniti d'America da Fox dal 28 settembre 2014.
In Italia è andata in onda dal 13 aprile su Comedy Central della piattaforma Sky.
A partire dal 19 aprile 2016 l'intera stagione è disponibile sul servizio di streaming on demand Netflix.
| n° | Titolo originale           | Titolo italiano                      | Prima TV USA      | Prima TV Italia |
| -- | -------------------------- | ------------------------------------ | ----------------- | --------------- |
| 1  | Undercover                 | In incognito                         | 28 settembre 2014 | 13 aprile 2016  |
| 2  | Chocolate Milk             | Latte al cioccolato                  | 5 ottobre 2014    | 14 aprile 2016  |
| 3  | The Jimmy Jab Games        | Jimmy Jab                            | 12 ottobre 2014   | 15 aprile 2016  |
| 4  | Halloween II               | Halloween II                         | 19 ottobre 2014   | 18 aprile 2016  |
| 5  | The Mole                   | La talpa                             | 2 novembre 2014   | 19 aprile 2016  |
| 6  | Jake and Sophia            | Jake e Sophia                        | 9 novembre 2014   | 19 aprile 2016  |
| 7  | Lockdown                   | Isolamento                           | 16 novembre 2014  | 19 aprile 2016  |
| 8  | USPIS                      | I ragazzoni dell'USPIS               | 23 novembre 2014  | 19 aprile 2016  |
| 9  | The Road Trip              | Una mini vacanza                     | 30 novembre 2014  | 19 aprile 2016  |
| 10 | The Pontiac Bandit Returns | Il ritorno del bandito delle Pontiac | 7 dicembre 2014   | 19 aprile 2016  |
| 11 | Stakeout                   | L'appostamento                       | 14 dicembre 2014  | 19 aprile 2016  |
| 12 | Beach House                | Un weekend al mare                   | 4 gennaio 2015    | 19 aprile 2016  |
| 13 | Payback                    | La rivincita                         | 11 gennaio 2015   | 19 aprile 2016  |
| 14 | Defense Rests              | La difesa ha terminato!              | 25 gennaio 2015   | 19 aprile 2016  |
| 15 | Windbreaker City           | La catarsi                           | 8 febbraio 2015   | 19 aprile 2016  |
| 16 | The Wednesday Incident     | L'incidente di mercoledì             | 15 febbraio 2015  | 19 aprile 2016  |
| 17 | Boyle-Linetti Wedding      | Il matrimonio del secolo             | 1 marzo 2015      | 19 aprile 2016  |
| 18 | Captain Peralta            | Il Capitano Peralta                  | 8 marzo 2015      | 19 aprile 2016  |
| 19 | Sabotage                   | Sabotaggio                           | 15 marzo 2015     | 19 aprile 2016  |
| 20 | AC/DC                      | AC/DC                                | 25 aprile 2015    | 19 aprile 2016  |
| 21 | Det. Dave Majors           | Detective Dave Majors                | 3 maggio 2015     | 19 aprile 2016  |
| 22 | The Chopper                | Prendere il volo                     | 10 maggio 2015    | 19 aprile 2016  |
| 23 | Johnny and Dora            | Johnny e Dora                        | 17 maggio 2015    | 19 aprile 2016  |

## In incognito
- Titolo originale: 	Undercover
- Diretto da: Dean Holland
- Scritto da: Luke Del Tredici

### Trama
Jake rientra trionfalmente dal suo incarico sotto copertura con l'FBI, ma quando viene a sapere che uno degli indiziati è riuscito a fuggire torna a lavorare in incognito, con l'aiuto di Boyle. Holt costringe Amy e Rosa a svolgere una serie di esercitazioni in cui Terry mette in scena varie situazioni, ma non spiega loro il motivo. Gina teme che Charles racconti a Jake della loro tresca, ma Boyle ha talmente paura di lei da riuscire a mantenere il segreto.

## Latte al cioccolato
- Titolo originale: Chocolate Milk
- Diretto da: Fred Goss
- Scritto da: Gabe Liedman

### Trama
Jake impedisce a Terry di subire una vasectomia dopo che Jeffords, sotto l'influenza di anestetici, confessa di non voler procedere con l'operazione, ma Terry nega tutto e afferma di considerare Jake solo come un amico di lavoro. I timori di Holt sulla nuova riorganizzazione della polizia di New York si avverano quando la sua vecchia rivale Madeline Wuntch (ora promossa a vice sovrintendente) arriva al 99º distretto per valutarne l'efficienza. Boyle non riesce a trovare qualcuno che vada con lui alla festa di fidanzamento della sua ex moglie (che, insieme al nuovo compagno, è anche la sua padrona di casa), ma alla fine Diaz si offre di accompagnarlo.

## Jimmy Jab
- Titolo originale: The Jimmy Jab Games
- Diretto da: Rebecca Asher
- Scritto da: Lakshmi Sundaram

### Trama
La combinazione di un ritardo del corteo in onore del presidente serbo e un incontro al Quartier Generale della polizia per Holt e Terry fa sì che i detective si lancino in una stravagante competizione, i cosiddetti "giochi Jimmy Jab" (così chiamati a causa di Jake, che anni prima aveva frainteso il nome dell'ex presidente iraniano Mahmoud Ahmadinejad). Peralta vuole ottenere il numero di telefono di un'amica di Rosa, mentre Gina ordina a Charles di recuperare un video da un ignaro, ma alla fine vendicativo, Hitchcock. La faida tra Holt e Wuntch si inasprisce quando i due si ritrovano a discutere sui fondi da assegnare a una task force che indaghi sulla circolazione di una nuova droga chiamata "Gigglepig".

## Halloween II
- Titolo originale: Halloween II
- Diretto da: Eric Appel
- Scritto da: Prentice Penny

### Trama
Al 99° è arrivato il momento della rivincita tra Jake e Holt nella "rapina di Halloween". La scommessa prevede che Jake rubi l'orologio dal polso del capitano Holt entro la mezzanotte per accaparrarsi l'ambito titolo di "straordinario detective/genio". Intanto, il resto della squadra crea dei cestini per i bambini di New York.

## La talpa
- Titolo originale: The Mole
- Diretto da: Victor Nelli Jr.
- Scritto da: Laura McCreary

### Trama
Jake e Holt lavorano giorno e notte a stretto contatto dopo che un uomo degli Affari Interni inizia a indagare su una possibile "talpa" nel distretto. Terry e Rosa vanno sotto copertura in una discoteca per dare una svolta alle indagini sulla nuova droga, la "Gigglepig".

## Jake e Sophia
- Titolo originale: Jake and Sophia
- Diretto da: Michael McDonald
- Scritto da: Tricia McAlpin e David Phillips

### Trama
Jake passa una piacevole serata in compagnia di Sophia. La mattina dopo, in tribunale, scopre che è un'avvocata difensora. Amy viene obbligata da Rosa a candidarsi come rappresentante sindacale del novantanovesimo, sfidando come unico candidato Scully.
- Nota: si unisce al cast Eva Longoria (Sophia Perez).

## Isolamento
- Titolo originale: Lockdown
- Diretto da: Linda Mendoza
- Scritto da: Luke Del Tredici

### Trama
La notte del Ringraziamento, Holt e Terry lasciano il distretto sotto il controllo di Jake per partecipare a un evento benefico. Un allarme bomba obbliga la squadra all'isolamento e Peralta tenta di tenere alto il morale. Holt e Terry si fermano, per monitorare la situazione, a casa Jeffords, dove il sergente ha problemi con l'arrogante cognato.

## I ragazzoni dell'USPIS
- Titolo originale: USPIS
- Diretto da: Ken Whittingham
- Scritto da: Brian Reich

### Trama
Rosa chiede a Jake e Charles di entrare nella task force sulla "Gigglepig" e di collaborare con l'ispettore del Servizio di Ispezione Postale, Jack Danger (Ed Helms). Amy chiede aiuto a Terry, Holt e Gina per smettere di fumare.

## Una mini vacanza
- Titolo originale: The Road Trip
- Diretto da: Beth McCarthy-Miller
- Scritto da: Brigitte Munoz-Liebowitz

### Trama
Durante una missione, Jake e Amy devono soggiornare in un hotel di montagna, così Jake invita Sophia e Teddy, non sapendo che Amy vuole rompere con lui. Charles insegna a Holt come cucinare una colazione speciale per il suo anniversario con Kevin. Rosa non vuole ammettere di essere malata.

## Il ritorno del bandito delle Pontiac
- Titolo originale: The Pontiac Bandit Returns
- Diretto da: Max Winkler
- Scritto da: Matt O'Brien

### Trama
Il bandito delle Pontiac, alias Doug Judy, viene arrestato ma ha preziose informazioni che possono portare Rosa e la squadra sulle tracce dei massimi spacciatori della "Gigglepig". Gina e Charles cooperano per porre fine alla relazione tra i loro genitori.

## L'appostamento
- Titolo originale: Stakeout
- Diretto da: Tristram Shapeero
- Scritto da: Laura McCreary e Tricia McAlpin

### Trama
Jake e Charles si vantano di non litigare mai, così Holt li manda a fare un appostamento di 15 giorni affermando che prima o poi litigheranno. Terry scrive un libro per le figlie con evidenti riferimenti alla vita dei componenti del distretto.

## Un weekend al mare
- Titolo originale: Beach House
- Diretto da: Tim Kirkby
- Scritto da: Lakshmi Sundaram e David Phillips

### Trama
La squadra si prende un weekend di vacanza nella casa al mare dell'ex moglie di Boyle, ma Jake si impietosisce e invita anche il capitano Holt. Gina prova a far ubriacare Amy per scoprire la "Amy del sesto bicchiere" e Charles aiuta Rosa nella relazione con Marcus.

## La rivincita
- Titolo originale: Payback
- Diretto da: Victor Nelli Jr.
- Scritto da: Norm Hiscock e Brigitte Munoz-Liebowitz

### Trama
Jake scopre che la moglie di Terry aspetta il terzo figlio e il sergente gli chiede di mantenere il segreto, ma una mail galeotta diffonde la notizia per tutto il distretto. Amy lavora a un caso con Holt.

## La difesa ha terminato!
- Titolo originale: Defense Rests
- Diretto da: Jamie Babbit
- Scritto da: Prentice Penny e Matt O'Brien

### Trama
Jake nota che Sophia è rimasta distante da lui negli ultimi giorni. Lei dice Jake che i suoi colleghi non amano i poliziotti, soprattutto il suo capo e così chiede una "pausa" nel loro rapporto. Jake decide così di parlare con il suo capo, Geoffrey, per risolvere la situazione. 
Jake si fa accompagnare da Terry a un evento di beneficenza a cui partecipano i colleghi di Sophia e il suo capo Geoffrey. Jake e Geoffrey legano tra loro grazie alla loro competitività. Tuttavia, quando Jake va in bagno, trova Geoffrey che sniffa della cocaina e lo arresta. Sophia arriva al distretto, intenzionata a difendere Geoffrey. Dopo un'accesa discussione, Sophia rompe con Jake, sostenendo che la loro storia non può continuare a causa delle rispettive professioni. 
Nel frattempo, Holt scopre che Wuntch ha intenzione di lasciare Brooklyn per andare a lavorare a Boston dove diventerebbe capo della polizia e per questo Wuntch chiede a Holt una lettera di raccomandazione. Holt si consulta con Rosa per decidere cosa fare e questa dice a Holt che il modo migliore per vendicarsi è essere gentile con lei. Holt finisce per scrivere la lettera, ma scopre che Wuntch aveva pianificato di rimanere nella polizia di New York e ha usato l'altra posizione per avanzare di grado. Boyle è costantemente vittima di bullismo da parte di Gina, che non dà la sua benedizione al padre per sposare la madre. 
- Altri interpreti: Stephen Root (Lynn Boyle), Chelsea Peretti (Gina), Joe Lo Truglio (Charles Boyle), Stephanie Beatriz (Rosa), Andre Braugher (Holt), Kyra Sedgwick (Wuntch), Terry Crews (Terry), Andy Samberg (Jake), Eva Longoria (Sophia), Chris Parnell (Geoffrey)